# Université nationale de construction et d'architecture de Kiev
L'université nationale de Kiev de construction et d'architecture KNUCA (en ukrainien : Київський національний університет будівництва і архітектури) est un établissement d'enseignement supérieur technique et de recherche fondé en 1930 à Kiev, en Ukraine.

## Aperçu
En 1930, l'Institut de Kiev pour le bâtiment  et l'université nationale technique d'Ukraine ont fondé l'Institut polytechnique de Kiev et le département d'architecture de l'académie des beaux-arts de Kiev. 
En 1993, sur décision du gouvernement de l'Ukraine, l'institut est intégré dans l'université nationale pour le bâtiment et l'architecture et rebaptisé l'université nationale de construction et d'architecture par un décret du président ukrainien publié en 1999.
Depuis l'existence de l'université, environ 40 000 architectes et ingénieurs ont été formés, dont 1 500 étrangers provenant de plus de 70 pays. En 2005, 7 500 étudiants étudient dans cet établissement d'enseignement supérieur ; l'université accueille 120 professeurs et conférenciers et 700 collaborateurs scientifiques. Des recherches sont réalisées dans 25 domaines différents.

## Facultés
- Bâtiment
- Urbanisme et développement urbain
- Construction et technologie de construction
- Architecture
- Hydraulique urbaine
- Informatique et sciences de l'information
- Centre d'enseignement et centre pédagogique

## Coopérations
- Fachhochschule Augsburg, Allemagne
- Université de télé-enseignement de Hagen (formation à distance, université ouverte), Allemagne
- HAWK Hochschule für angewandte Wissenschaft und Kunst Hildesheim/Holzminden/Göttingen, Allemagne
- Université technique Carolo-Wilhelmina de Brunswick, Allemagne
- Fachhochschule Technikum Kärnten, Autriche
- VGTU Vilniaus Gedimino technikos universitetas, Lituanie
- Staatliche Technische Universität Donezk (DonSTU), Ukraine